# UMshwathi Local Municipality
uMshwathi Local Municipality, auch uMshwati (englisch uMshwathi Local Municipality), ist eine Lokalgemeinde im Distrikt uMgungundlovu der südafrikanischen Provinz KwaZulu-Natal. Der Verwaltungssitz der Gemeinde befindet sich in Wartburg. Vize-Bürgermeister ist Mlungisi Promise Dlamini.
Der Name der Gemeinde kommt vom uMshwati River, der durch die Gemeinde fließt und von den Landwirtschaftsbetrieben zur Bewässerung genutzt wird.

## Geografie
uMshwathi liegt im Zentrum KwaZulu-Natals. Die Gemeinde grenzt im Norden an Umvoti, im Osten an Ndwedwe und im Süden an eThekwini, Mkhambathini und Msunduzi. Westlich von uMshwathi liegt uMngeni und nordwestlich Mpofana.
In uMshwathi gibt es zwei Stauseen, den Albert Falls Dam und den Nagle Dam.

## Städte und Orte
| - Albert Falls - Cool Air - Cuphulaka - Dalton - Frenchay West - Gobinsimbi - Hlathikhulu - KwaHlwemini | - KwaSokesimbone - KwaYibusele - Mpolweni - New Hanover - Odlameni - Swayimana - Trust Feed - Wartburg |

## Geschichte
uMshwathi hat ein umfangreiches Erbe deutscher Einwanderer, das man an vielen Ortsnamen erkennen kann. Mitte des 19. Jahrhunderts kamen Bauern, Missionare und weitere Siedler aus Deutschland, um sich hier niederzulassen (Deutsche in Natal). Orte mit deutschen Namen sind zum Beispiel Harburg (Neuenkirchen), Kirchdorf, New Hanover, Lilienthal, Schroeders und in der benachbarten Lokalgemeinde die Stadt Hermannsburg. Namensgeber des Hauptorts der Gemeinde ist die deutsche Wartburg, in der Martin Luther die Bibel ins Deutsche übersetzte.

## Bevölkerung
Im Jahr 2011 hatte die Gemeinde 106.374 Einwohner auf 1818 Quadratkilometern. Davon waren 95,1 % schwarz, 2,7 % weiß und 1,7 % Inder bzw. Asiaten. Erstsprache war zu 89 % isiZulu, zu 4,8 % Englisch, zu 1 % isiNdebele und zu 0,9 % isiXhosa.

## Wirtschaft
uMshwati ist zentral gelegen und hat über die N2 und die N3 eine gute Verkehrsanbindung. Außerdem liegt die Gemeinde nur 30 Kilometer von Pietermaritzburg, der Hauptstadt KwaZulu-Natals, entfernt. Der Zuckerrohranbau ist auch über die Gemeinde hinaus von Bedeutung und das wichtigste wirtschaftliche Standbein. Des Weiteren gibt es Nutzwälder, Vieh- und Geflügelzucht. Wichtige Unternehmen in der Gemeinde sind Sappi, Mondi, Triple AAA, Union Corp und Illovo.
Für den Tourismus ist der Wartburger Hof, ein deutsches Hotel und Restaurant, bedeutend.